# Stand-in Attack Weapon
Le Stand-in Attack Weapon (SiAW) est un missile air-sol tactique en cours de développement par Northrop Grumman pour l’United States Air Force (USAF).

## Historique
En mai 2022, l’USAF a attribué des contrats à L3Harris Technologies, Lockheed Martin et Northrop Grumman pour commencer la première phase de développement du Stand-in Attack Weapon (SiAW),.
Le 28 septembre 2023, l’USAF a attribué un contrat de 705 millions de dollars à Northrop Grumman pour développer et tester le SiAW. Le SiAW est destiné à attaquer des cibles mobiles, y compris les lanceurs de missiles balistiques de théâtre, les lanceurs de missiles de croisière et antinavires, les plates-formes de brouillage GPS et les systèmes antisatellites. Il aura une portée plus courte que les armes à distance, étant tiré par un avion après avoir pénétré dans l’espace aérien ennemi. Le SiAW s’adaptera à l’intérieur des soutes d’armement internes du F-35 Lightning II. La conception s’appuie sur les travaux sur le AGM-88G Advanced Anti-Radiation Guided Missile - Extended Range (AARGM-ER) de la marine américaine. L’USAF prévoit de disposer d’une arme opérationnelle d’ici 2026,.